# Versos que el viento arrastra
Versos que el viento arrastra es un libro de poemas de Karmelo C. Iribarren publicado en 2010 y dirigido específicamente a los niños, incluso a los más pequeños. Está ilustrado por Cristina Müller.

## Historia
El poeta donostiarra Karmelo C. Iribarren cuenta que una serie de poemas simplemente le habían "salido así, con ese aire naïf". Quizá porque no les encuentra acomodo en el carácter que suelen tener sus libros, decide enviarlos a Antonio Ventura, director de la editorial especializada en literatura infantil El Jinete Azul. Éste se muestra entusiasmado y le anima a que escriba algunos más en esa línea. 
Como reconoce el propio autor, el volumen que finalmente surge de esta anécdota, se debe en gran parte al editor, ya que es quien selecciona los poemas y los ordena e incluso quien elige el título.
También es suya la idea de proponer como ilustradora a Cristina Müller, con quien ha trabajado en anteriores proyectos y a quien solicita que despoje de elementos sus habituales imágenes abigarradas y barrocas para aproximarse al discurso escueto de los poemas. El resultado, sin embargo, le resulta sorprendente porque la artista lleva al extremo esos planteamientos y de hecho su obra toma un nuevo rumbo, mucho más sobrio, a partir de este trabajo.
Se trata del primer libro de poesía que lanza esta editorial, fundada apenas un año antes, y disfruta de una gran acogida por parte de publicaciones dedicadas a este tipo de literatura pero también de la crítica en general. De la misma forma, el número de ejemplares vendidos supera pronto lo previsto y aparece una reimpresión antes de un año. Además, resulta seleccionado por la sección venezolana del Banco del Libro para optar a los galardones como uno de los mejores libros de 2010.

## El libro
La desnudez formal de la poesía de Iribarren, que busca la concisión y la claridad ante todo, y su huida sistemática de lo hermético y lo retórico, la han situado siempre a un paso del aforismo, de la greguería y de la sencillez que caracteriza los intentos de otros poetas por acercar el género a la infancia.
Precisamente al inventor de la greguería, Ramón Gómez de la Serna, remite el crítico Mario Amadas en su comentario a este libro, además de subrayar la dificultad de estos intentos y de recordar como precedentes los poemas dirigidos a los niños de Federico García Lorca, Miguel Hernández o Josep Carner, los cuentos infantiles escritos en verso rimado de Maurice Sendak o la monumental antología Relatos y poemas para niños extremadamente inteligentes de todas las edades elaborada por  Harold Bloom.

Las metáforas complejas no emocionan si tienes cinco años; emociona poder reconocer en unos versos las cosas a las que estás acostumbrado, y ver que el poeta las ha visto con otros ojos.
Mario Amadas, Poesía e infancia hacen buenas migas

La obra incluye veintinueve composiciones poéticas muy breves. Veinticuatro de ellas aparecen en la página izquierda junto a otras tantas ilustraciones en la derecha, agrupadas en cuatro capítulos llamados Un día cualquiera, Pequeñas impresiones, El ritmo del viento y Poemas misteriosos, el título de cada uno de los cuales va acompañado por otro poema descriptivo aún más breve. En la primera página, a modo de prólogo, se encuentra un poema más, también ilustrado y titulado significativamente Los libros.
Las visión de los textos que elabora Cristina Müller no se limita a utilizar las imágenes presentes en cada uno sino que lo enriquecen proponiendo al lector otras interpretaciones del mismo, de forma algo enigmática pero siempre con gran sencillez. En la revista Peonza, Diego Gutiérrez del Valle llega incluso a sugerir que el volumen enfrenta los poemas del escritor español con los "poemas visuales" de la artista venezolana.
Aunque de aspecto modesto y editado exclusivamente en tapa blanda, el volumen resultante es un objeto poco común. En palabras del editor, "Hemos procurado hacer una edición muy cuidada, en donde el propio libro sea una obra de arte y en el que la ilustración estuviera a la misma altura del poemario".

## Edición revisada y ampliada
Habiéndose agotado años antes, en 2023 la editorial valenciana Olé Libros decide volver a ponerlo en circulación y lo hace contando de nuevo con Cristina Müller para su parte gráfica. En esta versión se incluyen hasta nueve poemas más, todos ellos ilustrados por nuevos dibujos, además de nueva portada y contraportada. 

## Traducción al inglés
En 2019, la editorial británica The Emma Press publicó una traducción al inglés titulada Poems the Wind Blew in: Poems for Children ilustrada por Riya Chowdury. La traducción corrió a cargo del escritor Lawrence Schimel y fue premiada con el English PEN Award, además de reconocida al año siguiente como finalista del premio del Centre for Literacy in Primary Education, lo que ocurre por primera vez con una obra traducida.

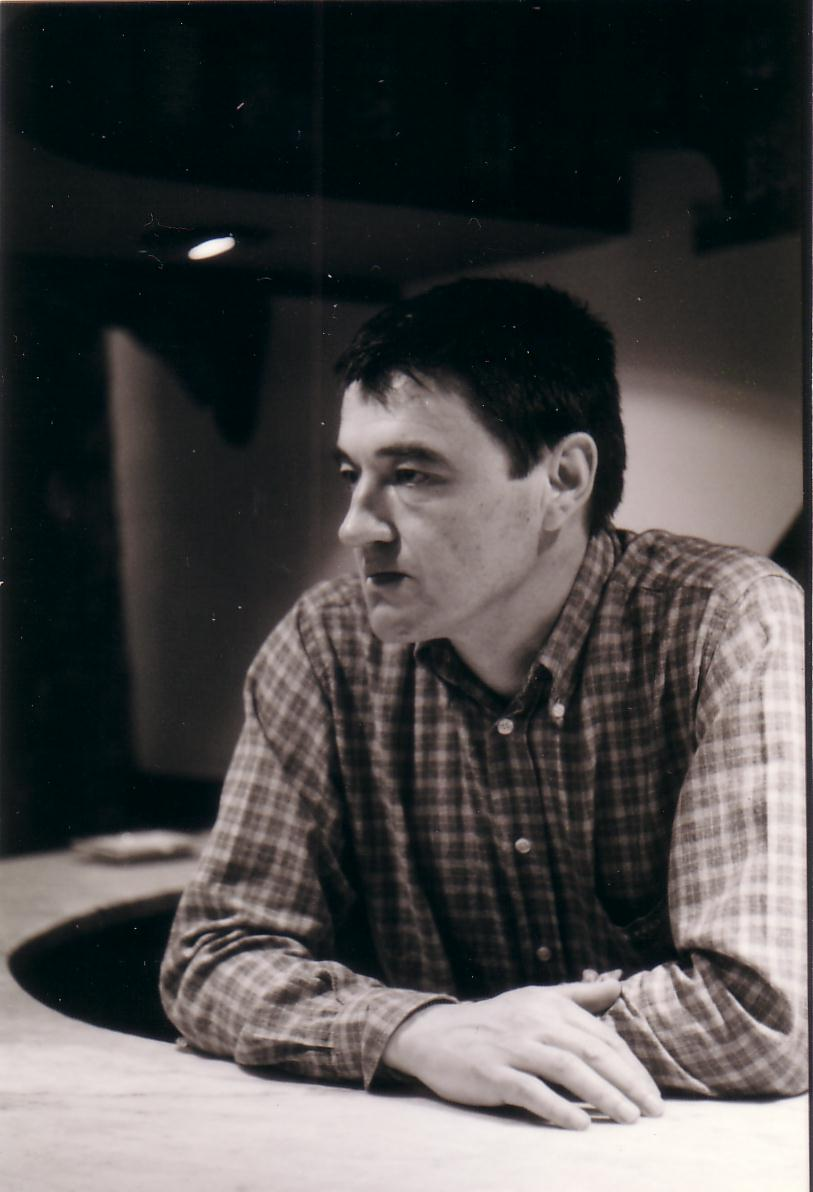
Karmelo C. Iribarren

## El autor
El poeta Karmelo C. Iribarren (San Sebastián, 1959), de larga trayectoria e incluido en no menos de quince antologías colectivas, es autor de los libros La condición urbana (1995), Serie B (1998), Desde el fondo de la barra (1999), La frontera y otros poemas (2005), Ola de frío (2007, 2009), Atravesando la noche (2009), Versos que el viento arrastra (2010), Otra ciudad, otra vida (2011), Las luces interiores (2013, 2017), La piel de la vida (2013), Diario de K (2014, 2016), Haciendo planes (2016), Mientras me alejo (2017) y Un lugar difícil (2019). Todos ellos se encuentran recogidos en Poesía completa (1993-2019) (2020), excepto Diario de K, su único libro en prosa, y precisamente Versos que el viento arrastra, su personal aportación a la literatura destinada a la infancia. Sin embargo, su obra más conocida y divulgada es La ciudad, una extensa antología de su obra.

## La ilustradora
Kristina Müller-Karger Pereda (Caracas, 1974) es una reconocida especialista en la ilustración de literatura infantil. En 2007 obtuvo la "Mención Ilustración" en "Los Mejores Libros del Banco del Libro" por Desde mi ventana de Ana Tortosa, y ese mismo año, el álbum Nilo y Zanzíbar de Javier Sobrino fue uno de los galardonados en el "Concurso Internacional de Álbum ilustrado de la Biblioteca Insular Cabildo de Gran Canaria". Por su trabajo en el libro de Iribarren obtuvo un diploma en la categoría de ilustración en la VIII edición de los Premios Visual.

## Un poema
Lo que dice la farola

Qué vida
más arrastrada:

de día
los perros
y de noche
los borrachos.

Por qué
no nacería
lámpara.
Karmelo C. Iribarren, Versos que el viento arrastra, del capítulo Un día cualquiera